# Vincenzo Bertolone
Vincenzo Bertolone (n. San Biagio Platani, Sicilia, Italia, 17 de noviembre de 1946) es un arzobispo católico y autor italiano.
Actualmente desde 2011 ocupa el cargo de Arzobispo Metropolitano de la Archidiócesis de Catanzaro-Squillace y a la vez es también Presidente de la Conferencia Episcopal de Calabria.

## Biografía
Nacido en el municipio italiano de San Biagio Platani en la Región de Sicilia, el día 17 de noviembre de 1946.
Cuando era jovencito descubrió su vocación religiosa y se unió a la congregación religiosa "Misioneros de los Siervos Pobres (S.D.P.)" y entró en el seminario, donde realizó su formación eclesiástica y finalmente el día 17 de mayo de 1975 fue ordenado sacerdote e inició su ministerio pastoral en su diócesis natal.
Para el 12 de junio de 2004 fue llamado por la Santa Sede, para ocupar en sucesión de Josef Clemens, el cargo de Subsecretario de la Congregación para los Institutos de Vida Consagrada y las Sociedades de Vida Apostólica.
Luego el 10 de marzo de 2007, fue nombrado por el papa Benedicto XVI como Obispo de la Diócesis de Cassano all'Ionio.
Tras su nombramiento eligió la frase episcopal: "Humiliter in lumine vultus tui" (en latín).
Y recibió la consagración episcopal el 3 de mayo de ese año, en la Basílica de San Pedro de la Ciudad del Vaticano, a manos de su consagrante principal: el cardenal Tarcisio Bertone y de sus co-consagrantes: el también cardenal Franc Rodé y el arzobispo Vittorio Luigi Mondello.
Seguidamente desde el día 25 de marzo de 2011, tras ser designado por Benedicto XVI, es el nuevo Arzobispo metropolitano de la Archidiócesis de Catanzaro-Squillace.
Al mismo tiempo desde el 3 de septiembre de 2015, en sucesión de Salvatore Nunnari, también ocupa el cargo de Presidente de la Conferencia Episcopal de la Región Eclesiástica de Calabria.

## Publicaciones
- Francesco Spoto. Il martire del sorriso, Elledici, 2007.
- Sulle orme del divino viandante. Riflessioni sulla vita consacrata, Elledici, 2007.
- Perché, perché Signore? Non sei colpa tu, o Signore..., Edizioni San Paolo, 2010.
- La sapienza del sorriso. Il martirio di don Giuseppe Puglisi, Paoline, 2012.
- Padre Pino Puglisi beato. Profeta e martire, Edizioni San Paolo, 2013.